# Агабек Рутульский
Агабек Рутульский (Алибек аль-Рутули) (ок. 1810, Рутул — 1846) — предводитель рутульцев и самурских лезгин в кавказской войне, принадлежал к ханскому роду. Приходился двоюродным братом правителю Рутульского бекства — Хасан-хану.

## Биография

### Происхождение
Агабек Рутульский происходит из ханского рода правителей Рутульского магала. Родоначальником правителей Рутула по составленной наибом Гасанхан-беком в 1870-х годах родословной считается Кази-бек, который начал своё правление в конце XVI века. В источниках, где упоминается Рутул и Рутульское вольное общество, говорится, что наиб Гасанхан-бек переписал эту родословную с более раннего оригинала. В этой родословной упоминается, что в начале XVII века одному из предков правителей Рутула Ибрагиму турецкий султан Мурад Третий даровал фирман с присвоением титула хана. Агабек Рутульский принадлежал к этому ханскому роду. 
Есть также версия, что первые рутульские беки, в частности, Кази-бек, являлись непосредственными потомками шамхалов.

### Наиб Шамиля
Имам Шамиль не был в Рутуле и во всем Южном Дагестане до 1848 года, когда он нежданно прорвался через горы Рутула, дошёл до крепости Ахты и после неудачного штурма повернул обратно. Однако ещё в 1838 году имам присвоил Агабеку Рутульскому звание наиба. Об этом пишет профессор Моше Гаммер в своей книге «Шамиль. Мусульманское сопротивление царизму. Завоевание Чечни и Дагестана»: «…Для этого в конце 1837 г. он разослал письма старейшинам основных махалов Кубаха, призывая „взяться за оружие и пойти на врага наших традиций и веры“. В 1838 г. он присвоил звание наиба Али-беку аль-Ратули (Агабеку Рутульскому), самому видному вождю в долине верховья Самура».

### Первые упоминания. Участие в Кубинском восстании
Первое участие и первые упоминая в истории Агабека связаны с борьбой за независимость своего народа в антиколониальном восстании народов Южного Дагестана в первой половине XIX века. Это восстание крестьян Кубинской провинции в 1837 году, вызванное гнетом царских властей и крупных феодалов. Восстания 1837 года, в Кубе, в обществах Самурской долины и Табасаране облегчало положение дел в имамате, оттягивая от него часть царских войск. Руководители восстаний в Южном Дагестане — Агабек Рутульский, Хаджи-Мухаммед, Яр-Али и Шейх-Мулла Ахтынский вели переписку с Шамилем и Магомедом Ярагским до его кончины в 1838 году.
Агабек был одним из руководителей. Это подтверждается следующим документом:
«Значительную помощь оказали и жители Самурской долины», которые в 1837 г. «выслали довольно значительные вооружённые скопища в помощь бунтовщикам, обложившим самую Кубу»
Недостаточно организованное и плохое вооружённое Кубинское восстание и последующая осада Кубы закончилась неудачей. Восставшим было нанесено поражение. Потерпев поражение, некоторые предводители восстания, желая избежать кровопролития и из-за недостаточного количества сил для сопротивления, отправили к генералу Фезе парламентеров с предложением мира.
Генерал Фезе предложил рутулам и жителям других обществ следующие условия для заключения мирного соглашения:

- Принять к себе правителями или наибами преданных царю людей;
- Платить такую дань, какую найдет возможным взимать с жителей назначенный к ним наиб;
- Жители должны направить в Тифлис депутатов для изъявления покорности царю;
- Предложить жителям дать для службы в милиции несколько всадников;
- Согласно данному ранее обещанию, выдать «одного из зачинщиков бывшего в Кубинской провинции возмущения».

Переговоры не дали особых результатов. Командование русской армии предприняло очередную попытку сломить сопротивление повстанцев. Агабек решился встретить русских на подступах к Рутульским долинам.
Известное Аджиахурское сражение между русской армией и повстанцами под руководством Агабека Рутульского и Шейх Муллы Ахтынского произошло возле села Аджиахур. Восставшие потерпели окончательное поражение и были вынуждены принести присягу в верности России и обязались платить дань казне. Однако большинство повстанцев во главе с Агабеком скрылись в горах, чтобы в следующем же году вновь подняться на борьбу.

### Захват Нухи и продолжение борьбы
В Августе 1837 года к Ага-беку Рутульскому, воглавлявшему горцев в Аджиахурском ущелье, присоединился Мустафа Магомет (выдававший себя, по мнению русской стороны, за Искендер-бека, сына умершего в Персии шекинского хана Гуссейна). 1 [13] сентября 1838 года Ага-бек Рутульский, с отрядом численностью до 5000 человек, занял г. Нуху (Шеки) и осадил Нухинскую крепость, где находились комендантский дом, провинциальное управление и казначейство и куда укрылась часть жителей, под защиту роты линейного батальона.
«Он взволновал все население Самура, от Ахтов до Кусура и Борчи, и распространил свои разбои даже по ту сторону Кавказского хребта. Действия их привлекли на себя большую часть наших сил в течение всего 1838 года»
В Нуху прибывает отряд Безобразова, поспешно собравшего 2 дивизиона драгун, 6 рот пехоты, с 6 полевыми орудиями и милицией Элусуйского султана, и горцам пришлось покинуть город..

Генерала Симборского отправили усмирять Рутул

На этом военная деятельность Агабека Рутульского не закончилась. Наступил 1839 год. И опять Агабек был в центре внимания у русских генералов: Рапорт генерал-майора Коцебу генерал-адъютанту Чернышеву об успехах Шамиля в Аварии и о продолжающихся волнениях в Южном Дагестане:

24 февраля 1839 г.

«….В обществах верхних кубинских магалов по последним известиям больших сборищ нет и мятежное движение жителей, по случаю наступления мусульманского праздника байрама, приостановилось, но Агабек Рутульский не престает действовать для умножения своих сообщников. До 10 февраля он кроме Зухуля, об измене коего изъяснено вышеупомянутым донесением за № 295, успел склонить присоединиться к нему соседнее к Алтыпаринскому обществу селение Сураж и через приверженцев своих, посланных для возмущения Кохурского общества, принудил уйти в Хазры преданного нам тамошнего юзбаши…».
В 1839 году войска Агабека продолжали совершать атаки на Шемахинский и Нухинский уезды. Русское командование с началом весны открыло в Дагестане наступательные действия сразу двумя отрядами: один из них, сосредоточенный в Южном Дагестане, под командованием корпусного командира, генерала Головина, для усмирения населения Самурской долины; другой, под командованием генерала Граббе, для действий против Шамиля.
Шокированные дерзостью Агабека и его отрядов, который своим походом в Нуху почти нанес сокрушительный удар в тылу у русских войск, царские генералы решили раз и навсегда расправиться с горцами и их вождем. Прежде чем отправиться в поход на них, генерал Головин разослал обращения в восставшие вольные общества:
«…Прежде чем двинуться к вам с войсками, считаю я нужным исчислить вам преступления, которыми вы навлекаете на себя бедствия, вас ожидающие. После возмущения Кубинской провинции, которая произошла от подстрекательства вашего и при участии ваших обществ, вы приняли к себе и скрыли от преследования правосудия главнейших возмутителей, дерзко отвечая на требования начальства о выдаче их, что это не сходно с вашими обыкновениями…. …Вместо хранения присяги, вы, следуя наущению тех же разбойников и беглеца из Нухи, спустились в Шекинскую провинцию и напали там опять на войска Его Императорского Величества…».
Против плохо вооружённых и лишенных артиллерии сил противника командованием русском армии было брошено огромное количество солдат и милиционеров. Когда в победных реляциях русские генералы писали о количестве своего противника, указывая это количество как «партии», «скопища» и т. д., учитывая ещё и то, что на стороне царских войск участвовало значительное количество коллаборационистов, маловероятно то, что, в конкретном случае Агабек Рутульский, смог собрать такие «скопища». В документах тех лет о количестве народонаселения Южного Дагестана, например Рутульского вольного общества, говорится что «душ мужеского пола насчитывается 2000». Или, например: «дворов во всем магале насчитывается 1600». Ну и столько же, или примерно такое же количество народа проживало и в соседних вольных обществах и магалах. Не все же жители магалов поголовно, начиная от младенцев до стариков, воевали. Агабек Рутульский в глазах русских войск представлял серьёзную угрозу. Одновременно с этим русские предприняли дополнительные меры в деле окончательного подавления непокорных горцев: отряд под командованием генерал-майора Симборского двинулся к верховьям Самура через гору Салават. Непокорным горцам приходилось вести свою борьбу одновременно на два фронта. Царские генералы решили в 1839 году, окончательно сломить сопротивление всех вольных магалов и обществ Южного Дагестана. После подавления Кубинского восстания в 1837 году и после поражения горцев под Аджиахуром в 1838 году единственным не сдавшимся на милость императора, и державшим непосредственную связь с имамом Шамилем в Южном Дагестане, оставался только Агабек Рутульский. В то время, пока Агабек уходил от натиска русских войск в горы, отряд генерала Симборского и местная милиция во главе с Даниял-беком Елисуйским заняли Рутул и другие близлежащие села вольного общества. Жители отдельных сел оказывали яростное сопротивление, за что и были жестоко наказаны. В рядах Агабека Рутульского особую отвагу показали жители сел Шиназ, Хнов, Борч и других сел. Сам Агабек Рутульский попадает в плен. Генерал Симборский, в своем докладе, после окончательного подавления восстания, пишет:
« …6 июня я осматривал сел. Ахты с окрестностями с тем, чтобы избрать место для предполагаемого укрепления. Около полудня прибыл ко мне в лагерь Елисуйский султан Даниель-бек, о действиях коего против рутульцев я не мог иметь сведений. Он донёс мне лично о занятии и покорении им Рутула, и вместе с тем, просил о пощаде предавшего нам известного Агабека, не решаясь предать казни преступников, добровольно отдавшихся мне в руки, и соображаясь с высоко-монаршим милосердием даровал я им жизнь и свободу…».
Несмотря на лояльность, которую Даниял-бек проявлял к царским генералам, они ему вовсе не доверяли. Тем не менее, следует особо остановиться на деятельности Даниель-бека Елисуйского. Пока Агабек Рутульский сражался против царских войск, Даниял-бек Елисуйский нанес удар в спину. Занял Рутул и всё вольное общество, лишив тем самым Агабека возможности собрать в своем магале подкрепление. Дослужившийся до должности генерал-майора, Даниял-бек имел свои особые интересы. После подавления восстания и взятия в плен Агабека Рутульского, русские власти за особое усердие, оказанное правителем Илисуйским, упраздняют рутульское бекство. Территория его включается во владения Елисуйского султанства. Вместо Агабека, наибом, подвластным Илисуйскому султану, назначается преданный России поручик Абумуслим.

### Дальнейшая судьба
О том как складывалась судьба Агабека нет практически никаких сведений. Когда через десять лет после боя под Адхиахуром, в 1848 году, имам Шамиль и Даниял-бек, уже перешедший к этому времени на сторону имама Шамиля, без боя заняли Рутул и другие близлежащие села этого вольного общества, Агабека Рутульского на тот момент не было в живых. Наверняка бы он, участвовал в походе имама на Ахты. Вот что пишет видный ученый, исследователь этнографии Кавказа и в частности рутульцев Владимир Бобровников:
«…Один из последних купольных мавзолеев такого рода был поставлен на окраине старого Рутула на родовом кладбище Хасан-ханов из рода (тухум) Кази-бегиер. В нише сохранилась арабская эпитафия, повествующая о смерти Али-бека сына Хасан-хана в мае-июне 1846 г .»
И если учесть, что в некоторых документах, в частности записка генерала Милютина, о которой упоминает М. Гаммер в своём исследовании, где Агабек Рутульский упоминается как Алибек аль Рутули, вполне возможно, что в этом мавзолее покоятся останки Агабека Рутульского.

## Народная память
Рутульский народ сохранил в своей памяти, в преданиях передающихся из уст в уста имя отважного наиба имама Шамиля Агабека Рутульского. Некоторые из таких преданий сразу стали легендами, имеющими очень мало общего с фактами из истории. Одно из таких преданий-легенд гласит:
«…В 1837 году имам Шамиль с немногочисленным отрядом прибыл в Рутул к своему наибу Агабеку Рутульскому. Некие предатели сообщили об этом русскому начальству. Желая поймать имама, русские бросили на поимку Шамиля многочисленную армию, которая гналась за ним по пятам. Но имам сумел добраться к своему наибу в Рутул, который тут же был окружен русскими. Чтобы нанести как можно больше урона осажденным и тем самым принудить их к сдаче в плен, русские войска осквернили колодцы. Осада длилась несколько недель. Защитники села демонстративно выливали с минарета на виду у осаждавших воду из кувшинов, показывая тем самым, что запасов воды в селе достаточно. Агабек с намерением отвлечь силы русских скрытно вышел из села и неожиданно напал на город Нуху в Северном Азербайджане. И тогда русские, бросив против осажденных все свои силы, ворвались в село, предав при этом дома огню и пламени. Стариков и женщин русские пытали, требуя от них, чтобы те указали где скрываются Шамиль и Агабек. Жители отвечали им указывая в сторону возвышавшегося вдалеке горного пика: — „де авгай“, что означает — „попробуй найди“. С тех пор эта вершина так и называется Деавгай. А Шамиль с Агабеком подковав лошадей задом наперед, чтобы обмануть преследователей, скрылись по горной тропе в Аваристан, которая с тех пор в народе называется „Тропа Шамиля“…».
Но эта легенда не совсем соответствуют тому, что было на самом деле. Имам Шамиль во время описываемом в предании, в 1837 году, не мог быть в Рутуле. Русские войска Рутул в те года не брали штурмом. Агабек совершил рейд в Северный Азербайджан в сентябре 1838 года. Описанную выше легенду видный исследователь и ученый Л. И. Лавров приводит в своей книге «Рутульцы». И связана эта легенда со временем вторжения Надир-шаха в Южный Дагестан. И в действительности, в Южном Дагестане, в частности в Рутуле, был один из отрядов Надир-шаха под командованием Аллах-Верди, который вошёл в Рутульское вольное общество с намерением разорить его.